# Mahu Bokul
Mahu Bokul is een bestuurslaag in het regentschap Oost-Soemba van de provincie Oost-Nusa Tenggara, Indonesië. Mahu Bokul telt 411 inwoners (volkstelling 2010).